# Llista de rellotges de sol del Baix Penedès
Llista de rellotges de sol instal·lats de forma permanent en espais públics de la comarca del Baix Penedès.

## Albinyana
| Nom                                        | Descripció                                        | Localització                           | Coordenades                                        | Fitxa | Imatge                                                        |
| ------------------------------------------ | ------------------------------------------------- | -------------------------------------- | -------------------------------------------------- | ----- | ------------------------------------------------------------- |
| Ca l'Esquerrà                              |                                                   | Albinyana C. Major, 7                  | 41° 14′ 45″ N, 1° 29′ 13″ E / 41.24581°N,1.487°E   | fitxa | Carregueu una nova foto                                       |
| Cal Garcia                                 |                                                   | Albinyana                              |                                                    | fitxa | Carregueu una nova foto                                       |
| Cal Gener, Casa Museu dels segles XVI-XVII | Esgrafiat                                         | Albinyana C. de la Plaça, 3. Les Peces | 41° 15′ 15″ N, 1° 29′ 59″ E / 41.25419°N,1.49975°E | fitxa | Cal Gener (Albinyana) · Carregueu una nova foto               |
| Cal Miró                                   | Inscripció: Jo sense sol i tu sense fe no som res | Albinyana C. Major, 11. Les Peces      | 41° 15′ 16″ N, 1° 30′ 00″ E / 41.25431°N,1.49992°E | fitxa | Cal Miró (Albinyana) · Carregueu una nova foto                |
| Església del Sagrat Cor                    |                                                   | Albinyana C. de l'Església. Les Peces  | 41° 15′ 17″ N, 1° 30′ 02″ E / 41.25474°N,1.50064°E | fitxa | Església del Sagrat Cor (Albinyana) · Carregueu una nova foto |

## L'Arboç
| Nom                                                | Descripció                             | Localització         | Coordenades                                        | Fitxa | Imatge                                                            |
| -------------------------------------------------- | -------------------------------------- | -------------------- | -------------------------------------------------- | ----- | ----------------------------------------------------------------- |
| Cal Gallard, escola de formació agrària Camp Joliu | Inscripció: Gloriós Isidre guardeu-nos | L'Arboç Camp Joliu   | 41° 17′ 25″ N, 1° 37′ 00″ E / 41.29016°N,1.61654°E | fitxa | Cal Gallard (l'Arboç) · Carregueu una nova foto                   |
| Cal Rossell                                        |                                        | L'Arboç La Llacuneta | 41° 17′ 13″ N, 1° 37′ 35″ E / 41.28687°N,1.62641°E | fitxa | Cal Rossell (l'Arboç) · Vegeu més fotos · Carregueu una nova foto |

## Banyeres del Penedès
| Nom        | Descripció                                                                   | Localització                                                               | Coordenades                                        | Fitxa | Imatge                  |
| ---------- | ---------------------------------------------------------------------------- | -------------------------------------------------------------------------- | -------------------------------------------------- | ----- | ----------------------- |
| L'Estrella |                                                                              | Banyeres del Penedès                                                       |                                                    | fitxa | Carregueu una nova foto |
| Mas Juvé   | Dos rellotges bessons. Inscripció: A 18 setembre 1867 / José Mañé / R.P.C.A. | Banyeres del Penedès                                                       |                                                    | fitxa | Carregueu una nova foto |
| Mas Canyís |                                                                              | Banyeres del Penedès C. Sant Miquel - c. Mas Canyís. Masies de Sant Miquel | 41° 16′ 20″ N, 1° 33′ 30″ E / 41.27235°N,1.55821°E | fitxa | Carregueu una nova foto |

## Bellvei
| Nom                    | Descripció | Localització        | Coordenades | Fitxa | Imatge                  |
| ---------------------- | ---------- | ------------------- | ----------- | ----- | ----------------------- |
| Empresa Cañellas Sidos |            | Bellvei Ctra. N-340 |             | fitxa | Carregueu una nova foto |

## La Bisbal del Penedès
| Nom                 | Descripció                                       | Localització                                      | Coordenades                                          | Fitxa | Imatge                                                                           |
| ------------------- | ------------------------------------------------ | ------------------------------------------------- | ---------------------------------------------------- | ----- | -------------------------------------------------------------------------------- |
| Cal Magre           |                                                  | La Bisbal del Penedès C. Girona, 1, pati interior | 41° 16′ 52″ N, 1° 29′ 18″ E / 41.280977°N,1.488375°E | fitxa | Cal Magre (la Bisbal del Penedès) · Carregueu una nova foto                      |
| El Mas del Sol - I  | 1730. Inscripció: Joan Sabria Miro               | La Bisbal del Penedès L'Ortigós                   | 41° 17′ 04″ N, 1° 31′ 07″ E / 41.284397°N,1.518485°E | fitxa | Carregueu una nova foto                                                          |
| El Mas del Sol - II | 1831                                             | La Bisbal del Penedès L'Ortigós                   | 41° 17′ 04″ N, 1° 31′ 07″ E / 41.284397°N,1.518485°E | fitxa | Carregueu una nova foto                                                          |
| Mas d'en Bosquet    |                                                  | La Bisbal del Penedès                             | 41° 15′ 55″ N, 1° 30′ 12″ E / 41.265241°N,1.503236°E | fitxa | Carregueu una nova foto                                                          |
| Ca l'Alegret        | Inscripció: Jo sense sol i tu sense fe no som re | La Bisbal del Penedès L'Ortigós                   | 41° 17′ 02″ N, 1° 31′ 08″ E / 41.28392°N,1.51878°E   |       | Ca l'Alegret (la Bisbal del Penedès) · Vegeu més fotos · Carregueu una nova foto |

## Bonastre
| Nom      | Descripció | Localització | Coordenades | Fitxa | Imatge                                        |
| -------- | ---------- | ------------ | ----------- | ----- | --------------------------------------------- |
| Rectoria |            | Bonastre     |             | fitxa | Rectoria (Bonastre) · Carregueu una nova foto |

## Calafell
| Nom                     | Descripció                                                            | Localització                                        | Coordenades                                          | Fitxa | Imatge                                                                    |
| ----------------------- | --------------------------------------------------------------------- | --------------------------------------------------- | ---------------------------------------------------- | ----- | ------------------------------------------------------------------------- |
| Carrer Barceloneta, 5   | Inscripció: Corro més que una barqueta i dono l'hora a la Barceloneta | Calafell C. Barceloneta, 5                          |                                                      | fitxa | Carregueu una nova foto                                                   |
| Carrer de les Penyes, 3 | Inscripció: Em fa parlar el sol clar                                  | Calafell C. de les Penyes, 3                        | 41° 12′ 05″ N, 1° 34′ 07″ E / 41.201400°N,1.568700°E | fitxa | Carrer de les Penyes, 3 (Calafell) · Carregueu una nova foto              |
| Carrer Mar, 41          | Inscripció: Si encara som al matí no cerquis l'hora aquí              | Calafell C. Mar, 41                                 | 41° 11′ 50″ N, 1° 34′ 08″ E / 41.197350°N,1.568850°E | fitxa | Carregueu una nova foto                                                   |
| Masia de la Font        |                                                                       | Calafell C. del Baix Penedès                        | 41° 12′ 15″ N, 1° 33′ 45″ E / 41.204300°N,1.562383°E | fitxa | Carregueu una nova foto                                                   |
| Ca la Barana            |                                                                       | Calafell C. Aire, 1                                 | 41° 12′ 06″ N, 1° 34′ 04″ E / 41.201662°N,1.567858°E | fitxa | Ca la Barana (Calafell) · Carregueu una nova foto                         |
| Cal Rion                | Inscripció: Cada dia si Déu vol jo descric el pas del sol             | Calafell C. Josep Bargés i Barba, 1                 | 41° 11′ 59″ N, 1° 34′ 08″ E / 41.199767°N,1.569017°E | fitxa | Cal Rion (Calafell) · Vegeu més fotos · Carregueu una nova foto           |
| Cal Rovira              | Inscripció: Ja hi pots pujar de peus, ara és l'hora que veus          | Calafell Pl. Catalunya                              | 41° 12′ 03″ N, 1° 34′ 06″ E / 41.200900°N,1.568367°E | fitxa | Cal Rovira (Calafell) · Vegeu més fotos · Carregueu una nova foto         |
| Casa Barral             |                                                                       | Calafell Pg. Marítim, 17                            | 41° 11′ 12″ N, 1° 34′ 06″ E / 41.186600°N,1.568450°E | fitxa | Casa Barral (Calafell) · Vegeu més fotos · Carregueu una nova foto        |
| Mas Romeu               | Inscripció: Jo sense sol i tu sense fe no som res                     | Calafell C. Ferran Sor, 97. Urb. Mas Romeu, Montpaó | 41° 13′ 14″ N, 1° 35′ 31″ E / 41.220600°N,1.591833°E | fitxa | Carregueu una nova foto                                                   |
| Restaurant Els Cups     | Inscripció: Jo sense sol i tu sense menjar no podem anar              | Calafell C. Principal, 5                            | 41° 12′ 04″ N, 1° 34′ 05″ E / 41.201167°N,1.568100°E | fitxa | Restaurant Els Cups (Calafell) · Carregueu una nova foto                  |
| Cal Rovirosa            | Inscripció: Sóc un rellotge de sol per servir a qualsevol             | Calafell C. Principal, 49                           | 41° 11′ 58″ N, 1° 34′ 10″ E / 41.199312°N,1.569405°E |       | Cal Rovirosa (Calafell) · Carregueu una nova foto                         |
| Ca l'Espinya            | Inscripció: pica, pica, picapedrer - que l'hora jo et donaré          | Calafell C. de les Penyes, 5                        | 41° 12′ 05″ N, 1° 34′ 07″ E / 41.201274°N,1.568655°E |       | Ca l'Espinya (Calafell) · Vegeu més fotos · Carregueu una nova foto       |
| Casa Carlos Barral      |                                                                       | Calafell Av. Sant Joan de Déu, 18                   | 41° 11′ 12″ N, 1° 34′ 07″ E / 41.18666°N,1.568475°E  |       | Casa Carlos Barral (Calafell) · Vegeu més fotos · Carregueu una nova foto |

## Cunit
| Nom                                             | Descripció | Localització                                 | Coordenades                                          | Fitxa | Imatge                                          |
| ----------------------------------------------- | ---------- | -------------------------------------------- | ---------------------------------------------------- | ----- | ----------------------------------------------- |
| Carrer Calafell, 63                             | Ceràmica   | Cunit C. Calafell, 63                        |                                                      | fitxa | Carregueu una nova foto                         |
| Casa Mañana                                     |            | Cunit Av. dels Pins, 11 - c. Stuttgart       |                                                      | fitxa | Carregueu una nova foto                         |
| Casa particular entre Cunit i Segur de Calafell |            | Cunit                                        |                                                      | fitxa | Carregueu una nova foto                         |
| Mas de Sant Antoni                              |            | Cunit Ctra. de Sant Antoni - camí de l'Arboç | 41° 12′ 39″ N, 1° 37′ 56″ E / 41.21095°N,1.63218°E   | fitxa | Carregueu una nova foto                         |
| La Diligència, Hostal Restaurant                |            | Cunit C. Major, 4                            | 41° 11′ 54″ N, 1° 38′ 03″ E / 41.198250°N,1.634133°E | fitxa | La Diligència (Cunit) · Carregueu una nova foto |

## Llorenç del Penedès
| Nom                   | Descripció               | Localització        | Coordenades | Fitxa | Imatge                  |
| --------------------- | ------------------------ | ------------------- | ----------- | ----- | ----------------------- |
| Cal Figueres          |                          | Llorenç del Penedès |             | fitxa | Carregueu una nova foto |
| Cal Jaumet            | Inscripció: MDCCC XC III | Llorenç del Penedès |             | fitxa | Carregueu una nova foto |
| Cal Murgades del Grau |                          | Llorenç del Penedès |             | fitxa | Carregueu una nova foto |

## Masllorenç
| Nom                                 | Descripció                  | Localització                                      | Coordenades | Fitxa | Imatge                  |
| ----------------------------------- | --------------------------- | ------------------------------------------------- | ----------- | ----- | ----------------------- |
| Carrer Sant Joan, 14                |                             | Masllorenç C. Sant Joan, 14                       |             | fitxa | Carregueu una nova foto |
| Casa sortint pel carrer Sant Miquel | Inscripció: Any 1902 / 1983 | Masllorenç A uns 500 m sortint pel c. Sant Miquel |             | fitxa | Carregueu una nova foto |
| Cal Martí                           |                             | Masllorenç Masarbonès                             |             | fitxa | Carregueu una nova foto |

## El Montmell
| Nom                           | Descripció                                 | Localització                                          | Coordenades                                          | Fitxa | Imatge                                                                |
| ----------------------------- | ------------------------------------------ | ----------------------------------------------------- | ---------------------------------------------------- | ----- | --------------------------------------------------------------------- |
| Ca l'Enrica de Cal Campanera  | Inscripció: Any 1855                       | El Montmell Marmellar, pati interior                  |                                                      | fitxa | Ca l'Enrica de Cal Campanera (el Montmell) · Carregueu una nova foto  |
| Cal Colet                     |                                            | El Montmell                                           |                                                      | fitxa | Carregueu una nova foto                                               |
| Cal Marià                     | Dos rellotges bessons pintats en cantonada | El Montmell                                           |                                                      | fitxa | Carregueu una nova foto                                               |
| Cal Puntarri                  | Inscripció: Any 1858                       | El Montmell                                           |                                                      | fitxa | Carregueu una nova foto                                               |
| Cal Quintana                  |                                            | El Montmell                                           |                                                      | fitxa | Carregueu una nova foto                                               |
| Cal Saumell                   |                                            | El Montmell                                           |                                                      | fitxa | Carregueu una nova foto                                               |
| Can Ferrer                    |                                            | El Montmell                                           |                                                      | fitxa | Carregueu una nova foto                                               |
| Can Ferrer de la Cogullada    |                                            | El Montmell Lloc de Can Ferrer de la Cogullada        |                                                      | fitxa | Can Ferrer de la Cogullada (el Montmell) · Carregueu una nova foto    |
| Puigsadoll                    | Inscripció: 1906 / J.B.R.                  | El Montmell                                           |                                                      | fitxa | Carregueu una nova foto                                               |
| Sant Marc                     | Inscripció: Anno 1778                      | El Montmell Vall de Sant Marc                         |                                                      | fitxa | Sant Marc (el Montmell) · Carregueu una nova foto                     |
| Església Nova del Montmell    |                                            | El Montmell                                           |                                                      | fitxa | Carregueu una nova foto                                               |
| Torrossolla                   |                                            | El Montmell                                           |                                                      | fitxa | Torrossolla (el Montmell) · Carregueu una nova foto                   |
| Carrer Sant Pere, 18          |                                            | El Montmell Aiguaviva                                 | 41° 21′ 08″ N, 1° 30′ 10″ E / 41.352167°N,1.502833°E | fitxa | Carregueu una nova foto                                               |
| Casa Gran                     |                                            | El Montmell Pl. d'Aiguaviva. Aiguaviva                | 41° 21′ 07″ N, 1° 30′ 08″ E / 41.351850°N,1.502283°E | fitxa | Casa Gran (el Montmell) · Vegeu més fotos · Carregueu una nova foto   |
| Casa del carrer de l'Església |                                            | El Montmell C. de l'església. La Juncosa del Montmell |                                                      | fitxa | Casa del carrer de l'Església (el Montmell) · Carregueu una nova foto |
| Cal Papiol                    |                                            | El Montmell La Juncosa del Montmell                   |                                                      | fitxa | Carregueu una nova foto                                               |
| Cal Ventosa, Ajuntament       |                                            | El Montmell La Juncosa del Montmell                   |                                                      | fitxa | Cal Ventosa (el Montmell) · Carregueu una nova foto                   |
| Llar d'infants                |                                            | El Montmell La Juncosa del Montmell                   |                                                      | fitxa | Llar d'infants (el Montmell) · Carregueu una nova foto                |
| Manso Vidal                   |                                            | El Montmell C. Major, 10. La Juncosa del Montmell     | 41° 18′ 57″ N, 1° 27′ 13″ E / 41.3157°N,1.453575°E   | fitxa | Manso Vidal (el Montmell) · Vegeu més fotos · Carregueu una nova foto |

## Sant Jaume dels Domenys
| Nom                                 | Descripció                                               | Localització                                                     | Coordenades                                        | Fitxa | Imatge                                                                         |
| ----------------------------------- | -------------------------------------------------------- | ---------------------------------------------------------------- | -------------------------------------------------- | ----- | ------------------------------------------------------------------------------ |
| Cal Caió                            |                                                          | Sant Jaume dels Domenys Torregassa                               |                                                    | fitxa | Carregueu una nova foto                                                        |
| Cal Cenalla                         | Inscripció: Anu 1968                                     | Sant Jaume dels Domenys Torregassa                               |                                                    | fitxa | Carregueu una nova foto                                                        |
| Cal Met                             |                                                          | Sant Jaume dels Domenys Torregassa                               |                                                    | fitxa | Carregueu una nova foto                                                        |
| Cal Palau - I                       | Inscripció: A la polo 41-30 / declina a ponent / MDCCCIV | Sant Jaume dels Domenys Torregassa, a l'interior del baluard     |                                                    | fitxa | Carregueu una nova foto                                                        |
| Cal Palau - II                      |                                                          | Sant Jaume dels Domenys Torregassa                               |                                                    | fitxa | Carregueu una nova foto                                                        |
| Casa de Gumila                      | Dos rellotges bessons en catonada                        | Sant Jaume dels Domenys Camí de Marmellar, veïnat de la Carronya | 41° 19′ 17″ N, 1° 34′ 00″ E / 41.32151°N,1.56669°E | fitxa | Casa de Gumila (Sant Jaume dels Domenys) · Carregueu una nova foto             |
| Manso del Castell de Gimenelles     | Inscripció: 1733                                         | Sant Jaume dels Domenys C. Pau Casals, veïnat de l'Hostal        | 41° 18′ 09″ N, 1° 32′ 27″ E / 41.30259°N,1.54087°E | fitxa | Carregueu una nova foto                                                        |
| Rectoria de Sant Jaume dels Domenys | Inscripció: Jo sense sol i tu sense fe no som res        | Sant Jaume dels Domenys                                          |                                                    | fitxa | Rectoria (Sant Jaume dels Domenys) · Vegeu més fotos · Carregueu una nova foto |
| Carrer Major, 5                     | Inscripció: Sense sol, ni tu ni jo                       | Sant Jaume dels Domenys C. Major, 5. Lletger                     | 41° 17′ 38″ N, 1° 34′ 41″ E / 41.294°N,1.578°E     | fitxa | Carregueu una nova foto                                                        |
| Can Pau                             |                                                          | Sant Jaume dels Domenys Ctra. TP-2125 a Vilafranca               | 41° 18′ 16″ N, 1° 33′ 44″ E / 41.30436°N,1.56219°E |       | Can Pau (Sant Jaume dels Domenys) · Vegeu més fotos · Carregueu una nova foto  |

## Santa Oliva
| Nom                   | Descripció                       | Localització                  | Coordenades | Fitxa | Imatge                  |
| --------------------- | -------------------------------- | ----------------------------- | ----------- | ----- | ----------------------- |
| Casa Nova de l'Abornà |                                  | Santa Oliva                   |             | fitxa | Carregueu una nova foto |
| Casa Noya             |                                  | Santa Oliva C. Roquetes Altes |             | fitxa | Carregueu una nova foto |
| La Coloma             |                                  | Santa Oliva                   |             | fitxa | Carregueu una nova foto |
| L'Albornar            | Inscripció: José Mañé / Año 1843 | Santa Oliva L'Albornar        |             | fitxa | Carregueu una nova foto |

## El Vendrell
| Nom                                           | Descripció                                      | Localització                                                | Coordenades                                          | Fitxa | Imatge                                                                                |
| --------------------------------------------- | ----------------------------------------------- | ----------------------------------------------------------- | ---------------------------------------------------- | ----- | ------------------------------------------------------------------------------------- |
| Antiga Fábrica de Rectificación de Alcoholes  |                                                 | El Vendrell Ctra. de Valls                                  |                                                      | fitxa | Carregueu una nova foto                                                               |
| Masia els Masos                               |                                                 | El Vendrell Urb. els Masos, Francàs                         |                                                      | fitxa | Carregueu una nova foto                                                               |
| Urbanització El Romaní                        |                                                 | El Vendrell Urb. El Romaní                                  |                                                      | fitxa | Carregueu una nova foto                                                               |
| Can Nin                                       |                                                 | El Vendrell C. Sant Josep, 19                               | 41° 13′ 37″ N, 1° 32′ 03″ E / 41.226817°N,1.534050°E | fitxa | Carregueu una nova foto                                                               |
| Carrer del Racó, 2                            |                                                 | El Vendrell C. del Racó, 2, interior                        | 41° 13′ 14″ N, 1° 32′ 04″ E / 41.220526°N,1.534537°E | fitxa | Carregueu una nova foto                                                               |
| Fundació Santa Teresa                         | Inscripció: Casal d'estiu 2010                  | El Vendrell Av. de Santa Oliva, 20                          |                                                      | fitxa | Carregueu una nova foto                                                               |
| Cal Borrut                                    | Inscripció: Als 23 jene del any 1772            | El Vendrell C. del Pou, 5 (Sant Vicenç de Calders)          | 41° 12′ 13″ N, 1° 30′ 56″ E / 41.20353°N,1.5155°E    | fitxa | Cal Borrut (el Vendrell) · Carregueu una nova foto                                    |
| Cal Caralt                                    | Inscripció: 1852 - 2006                         | El Vendrell C. de les Basses, 7-11 (Sant Vicenç de Calders) |                                                      | fitxa | Cal Caralt (el Vendrell) · Carregueu una nova foto                                    |
| Antic Ajuntament de Sant Vicenç de Calders    | Inscripció: De rellotge de sol no en té qui vol | El Vendrell Pl. Major, 5 (Sant Vicenç de Calders)           |                                                      | fitxa | Antic Ajuntament de Sant Vicenç de Calders (el Vendrell) · Carregueu una nova foto    |
| Plaça de la Font                              |                                                 | El Vendrell Pl. de la Font. Sant Vicenç de Calders          |                                                      | fitxa | Carregueu una nova foto                                                               |
| Església de Sant Vicenç de Calders, paret sud | Inscripció: Univers: El temps i l'espai         | El Vendrell C. Major (Sant Vicenç de Calders)               |                                                      | fitxa | Església de Sant Vicenç de Calders, paret sud (el Vendrell) · Carregueu una nova foto |
| Palfuriano, 38                                | Inscripció: Sol lucid omnibus                   | El Vendrell Palfuriano, 38. Sant Salvador                   |                                                      | fitxa | Carregueu una nova foto                                                               |
| Passeig Marítim, 99                           |                                                 | El Vendrell Pg. Marítim, 99. Sant Salvador                  |                                                      | fitxa | Carregueu una nova foto                                                               |